# Quintanalacuesta
Quintanalacuesta es una localidad y una entidad local menor situada en la provincia de Burgos, comunidad autónoma de Castilla y León (España), comarca de Las Merindades, partido judicial de Villarcayo, municipio de Merindad de Cuesta-Urria.

## Historia
Villa perteneciente a la Merindad de Cuesta-Urria en el Partido de Castilla la Vieja en Laredo, con jurisdicción de realengo.

## Geografía
Es un pueblo situado en el norte de la provincia de Burgos en la vertiente mediterránea, valle del río Nela, en su margen izquierda y al pie de la Sierra de la Tesla. Se accede desde la carretera local BU-V-5606 que comunica con Medina de Pomar en la N-629, donde tiene su origen.

## Parroquia
Iglesia católica de Santa Leocadia, dependiente de la parroquia de Paralacuesta en el Arcipestrazgo de Merindades de Castilla la Vieja, diócesis de Burgos.